# Dustin Hoffman

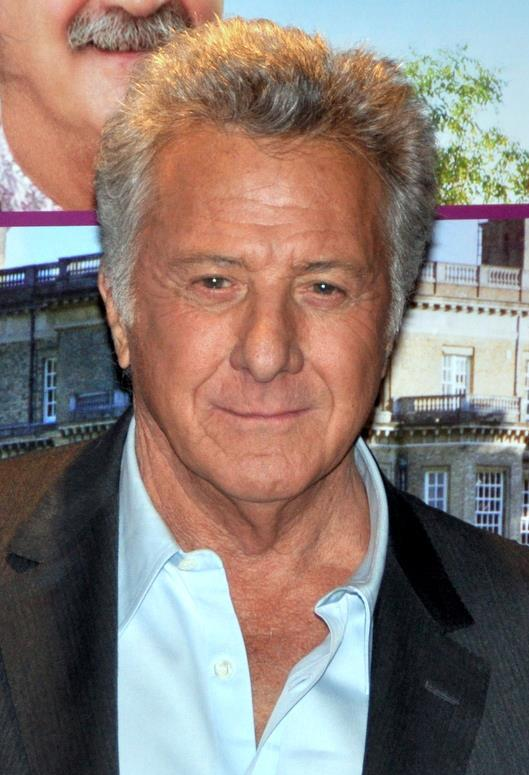
Dustin Hoffman (2013)

Dustin Lee Hoffman (* 8. August 1937 in Los Angeles, Kalifornien) ist ein US-amerikanischer Schauspieler, Filmregisseur und Filmproduzent. 1967 gelang ihm mit seinem zweiten Film Die Reifeprüfung der internationale Durchbruch. Für seine Rollen in den Dramen Kramer gegen Kramer und Rain Man gewann er je einen Oscar als bester Hauptdarsteller. Er ist zudem mehrfacher Golden-Globe-Preisträger. Hoffman zählt seit Mitte der 1970er Jahre zu den führenden Charakterdarstellern des US-amerikanischen Films.

## Leben
Die Familie von Hoffmans Vater stammte aus Kiew und die seiner Mutter aus dem rumänischen Iaşi. Hoffmans Vater arbeitete als Ausstatter für verschiedene Hollywood-Studios. Hoffmans Bruder spielte 1939 eine kleine Rolle in Frank Capras Filmklassiker Mr. Smith geht nach Washington.
Dustin Hoffman, der von seiner Mutter nach dem Stummfilmschauspieler Dustin Farnum benannt wurde, wollte ursprünglich Pianist werden und studierte am Santa Monica City College Musik. 1956 brach er seine Ausbildung ab und nahm Schauspielunterricht am Pasadena Playhouse. Dort traf er Gene Hackman, mit dem er bis zu dessen Tod 2025 gut befreundet war. 1958 zog er nach New York und setzte sein Schauspielstudium am renommierten Actors Studio fort. Zeitweilig teilte er sich mit Hackman und Robert Duvall eine Wohnung. Alle drei hatten anfangs Schwierigkeiten, Rollen zu bekommen: „Bis ich 31 war, lebte ich unterhalb der offiziellen amerikanischen Armutsgrenze“, erzählte Hoffman später.
Dustin Hoffman war von 1969 bis 1980 mit Anne Byrne, einer Tänzerin, verheiratet, mit der er eine Tochter hat und die eine weitere Tochter in die Ehe einbrachte. Zwei Wochen nach ihrer Scheidung heiratete er die 17 Jahre jüngere Anwältin Lisa Gottsegen. Das Ehepaar hat zwei Söhne und zwei Töchter. Vier von Hoffmans sechs Kindern wurden ebenfalls Schauspieler, darunter Jake und Max Hoffman.

## Schauspielkarriere

### Erste Rollen und Erfolge im New Hollywood
Seine erste Bühnenrolle erhielt Dustin Hoffman in dem Stück Yes Is For a Very Young Man von Gertrude Stein. 1961 gab er mit A Cook for Mr. General von Steven Gethers sein Broadway-Debüt. Für seine Darstellung in The Journey of the Fifth Horse von Ronald Ribman erhielt er 1964 einen Obie Award und für Farce, eh? einen Theatre World Award sowie den Drama Desk Award. Hoffman spielte danach kleinere Fernsehrollen und debütierte 1967 in Hollywood.
Im selben Jahr erhielt er eine Hauptrolle in Mike Nichols’ Film Die Reifeprüfung, der zu einem internationalen Erfolg und einem Klassiker des New Hollywood wurde. In der Rolle des College-Absolventen Benjamin Braddock wird er von der doppelt so alten Mrs. Robinson (Anne Bancroft) verführt, verliebt sich aber in deren Tochter. Als sympathischer Antiheld traf Hoffman das Lebensgefühl junger Kinogänger und wurde zum Star einer neuen, nicht mehr auf Glamour setzenden Schauspielergeneration, deren Protagonisten nicht mehr dem klassischen Idealbild des Hollywoodstars entsprachen, sondern Wert auf eine realitätsbezogene Darstellung legten. Für die Rolle erhielt Hoffman zudem seine erste Oscarnominierung.

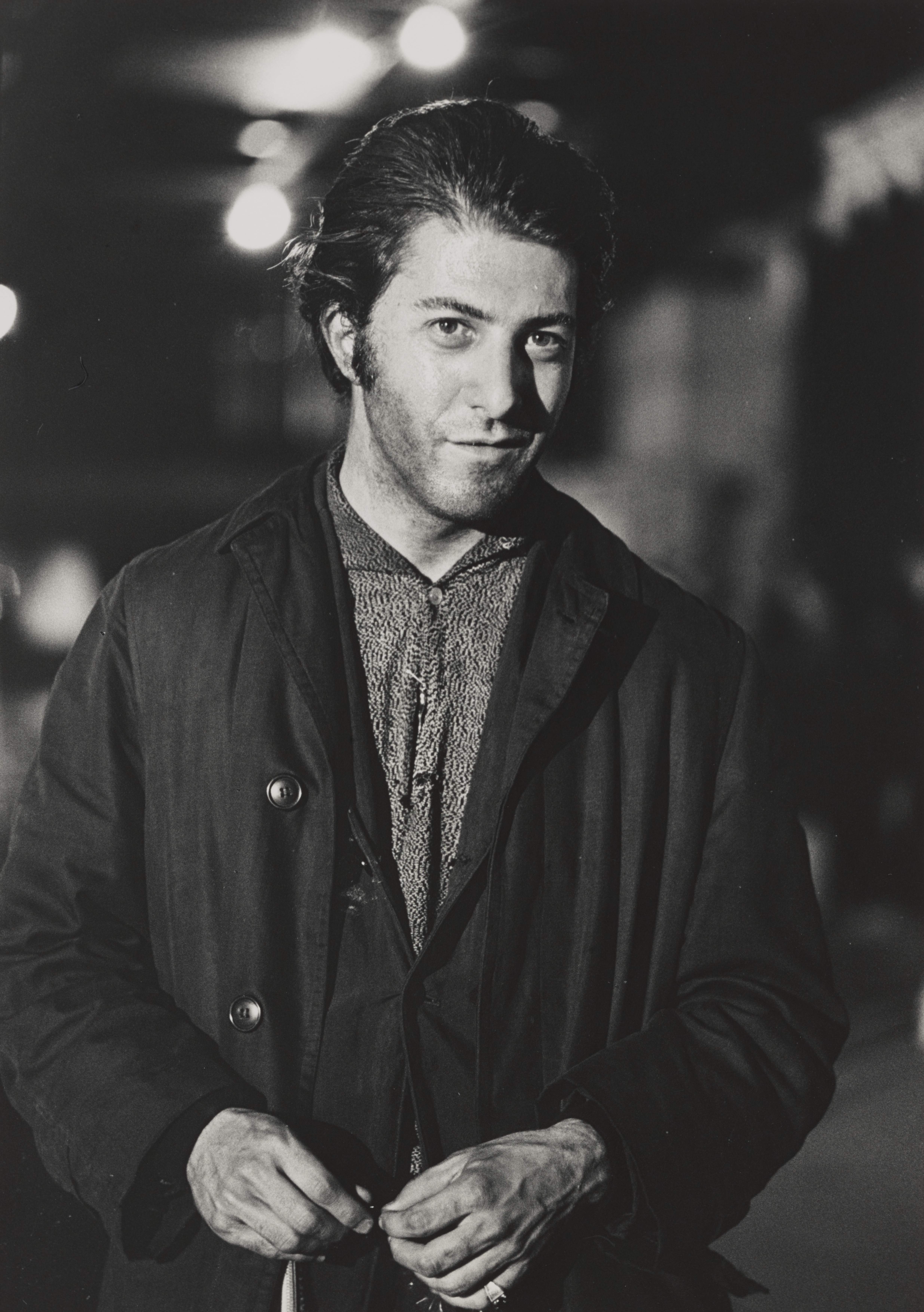
Hoffman am Set von Asphalt-Cowboy (1968)

Danach war er in unterschiedlichen Rollen zu sehen und erwarb sich den Ruf eines wandlungsfähigen Perfektionisten, der keine Herausforderung scheute und sich akribisch auf seine Darstellungen vorbereitete. Bei den Dreharbeiten zu Die Reifeprüfung war Hoffman 30 Jahre alt, verkörperte aber sehr glaubwürdig einen 20-Jährigen. In dem Sozialdrama Asphalt-Cowboy spielte er 1969 neben Jon Voight den todkranken Straßenganoven Ratso Rizzo und erhielt dafür seine zweite Oscarnominierung. In dem komödiantischen Anti-Western Little Big Man (1970) war er als Veteran der Indianerkriege zu sehen und stellte den Protagonisten Jack Crabb in der Lebensspanne von 17 bis 120 Jahren dar. Außerdem spielte 1971 er die Hauptrolle des David Sumner in dem Psychothriller Wer Gewalt sät von Sam Peckinpah, der damals für die Gewaltdarstellungen und die Vergewaltigungsszene kontrovers beurteilt wurde. Für die Rolle des Sträflings Louis Dega in dem Gefangenendrama Papillon nahm Hoffman, der für die Filmaufnahmen in Montego Bay auf Jamaika wohnte, 1973 deutlich ab.
Im Jahr 1974 verkörperte Hoffman den Entertainer Lenny Bruce, der für seine provokanten Auftritte bekannt war, in der Filmbiografie Lenny von Bob Fosse und 1976 den Journalisten Carl Bernstein neben Robert Redford als Bob Woodward in dem Watergate-Drama Die Unbestechlichen. Im selben Jahr spielte er in dem Thriller Der Marathon-Mann von John Schlesinger einen jüdischen Studenten und Marathonläufer in New York, der in Geheimdienstintrigen um einen NS-Verbrecher verwickelt wird. In der bekanntesten Szene des Films wird Hoffman von dem ehemaligen KZ-Arzt Szell (Laurence Olivier) mit einem Zahnbohrer gefoltert. 1978 spielte er in Stunde der Bewährung einen auf Bewährung entlassenen Kriminellen, der rückfällig wird. Dieser Film lag ihm so am Herzen, dass er dafür auch Produktions- und Regieaufgaben übernahm.

### Gewonnene Oscars und kommerzielle Filme

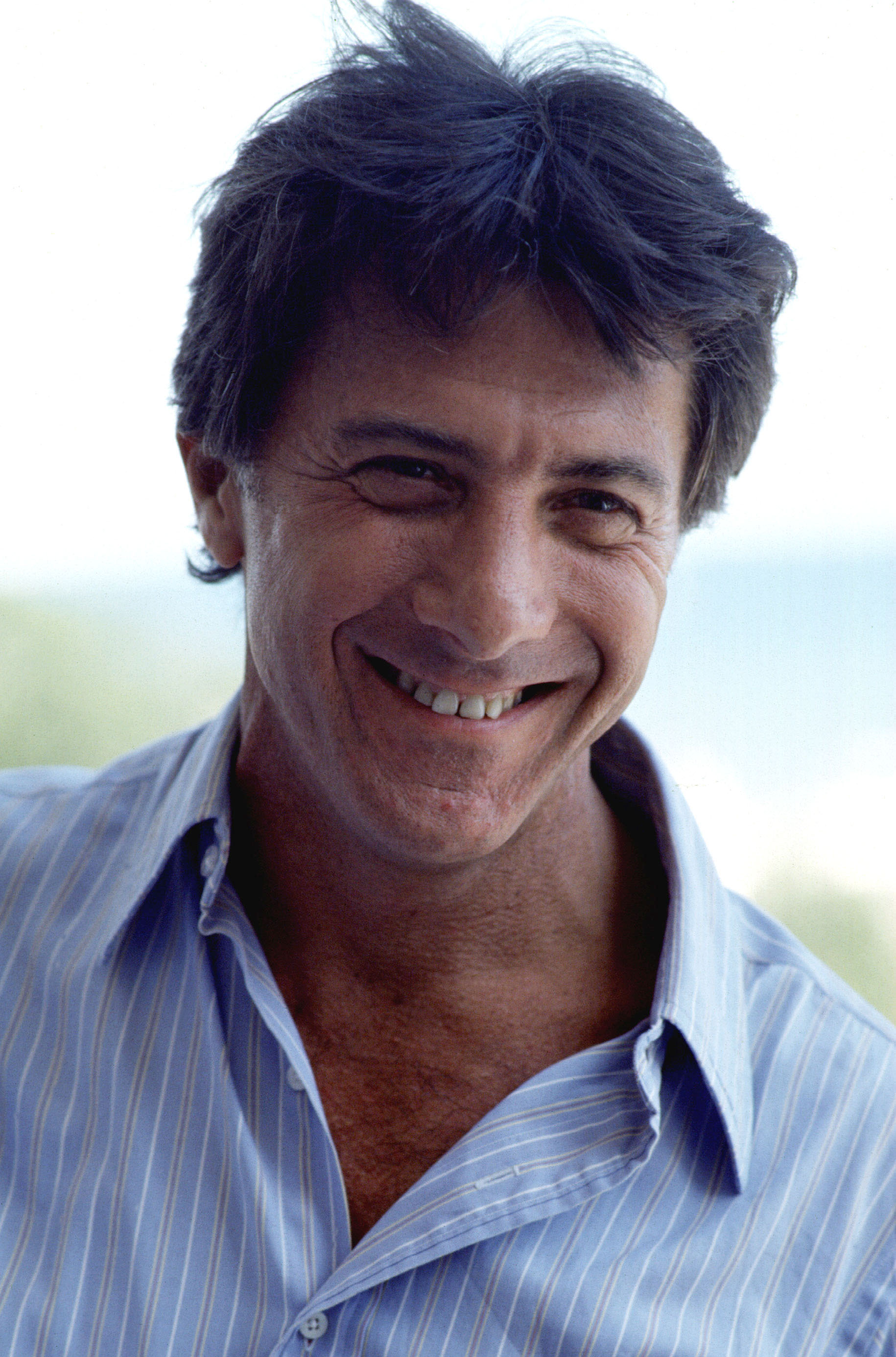
Dustin Hoffman (1984)

Für seine Rolle als alleinerziehender Vater in dem Scheidungsdrama Kramer gegen Kramer erhielt Hoffman 1980 seinen ersten Oscar. Der Film löste eine gesellschaftliche Debatte um das Sorgerecht aus.
1982 hatte Hoffman bei Kritik und Publikum mit der Travestie-Komödie Tootsie von Sydney Pollack großen Erfolg. Darin spielte er einen arbeitslosen Schauspieler, der sich als Frau verkleidet, um ein Engagement zu bekommen. Hoffman wurde für seine Leistung erneut für den Oscar nominiert, unterlag jedoch Ben Kingsley in Gandhi. Mitte der 1980er Jahre war er in Arthur Millers Drama Tod eines Handlungsreisenden am Broadway zu sehen. Volker Schlöndorff adaptierte danach das Stück für seinen gleichnamigen Fernsehfilm, der in Deutschland im Kino gezeigt wurde. Für seine Darstellung eines hochbegabten Autisten, der in dem Roadmovie Rain Man von seinem selbstsüchtigen Bruder (Tom Cruise) entführt wird, erhielt Hoffman 1989 seinen zweiten Oscar. In den 1980er Jahren drehte er nur fünf Filme, darunter auch 1987 neben Warren Beatty die hochbudgetierte Komödie Ishtar von Elaine May, die zu einem der größten Kassenflops des Jahrzehnts wurde.
Ab den späten 1980er Jahren trat Dustin Hoffman häufig in eher kommerziell ausgerichteten Genre-Filmen wie Family Business (1989), Hook (1991), Outbreak – Lautlose Killer (1995) und Sphere – Die Macht aus dem All (1998) auf. 1996 gründete er seine eigene Produktionsfirma Punch Production, mit der er Independent-Projekte fördert. Eines seiner ersten Projekte war die Satire Wag the Dog – Wenn der Schwanz mit dem Hund wedelt (1997) mit Robert De Niro frei nach der gleichnamigen Satire von Larry Beinhart, in der der amerikanische Präsident medial einen Krieg vortäuscht, um von einer Liebesaffäre abzulenken.

### Karriere ab den 2000er Jahren

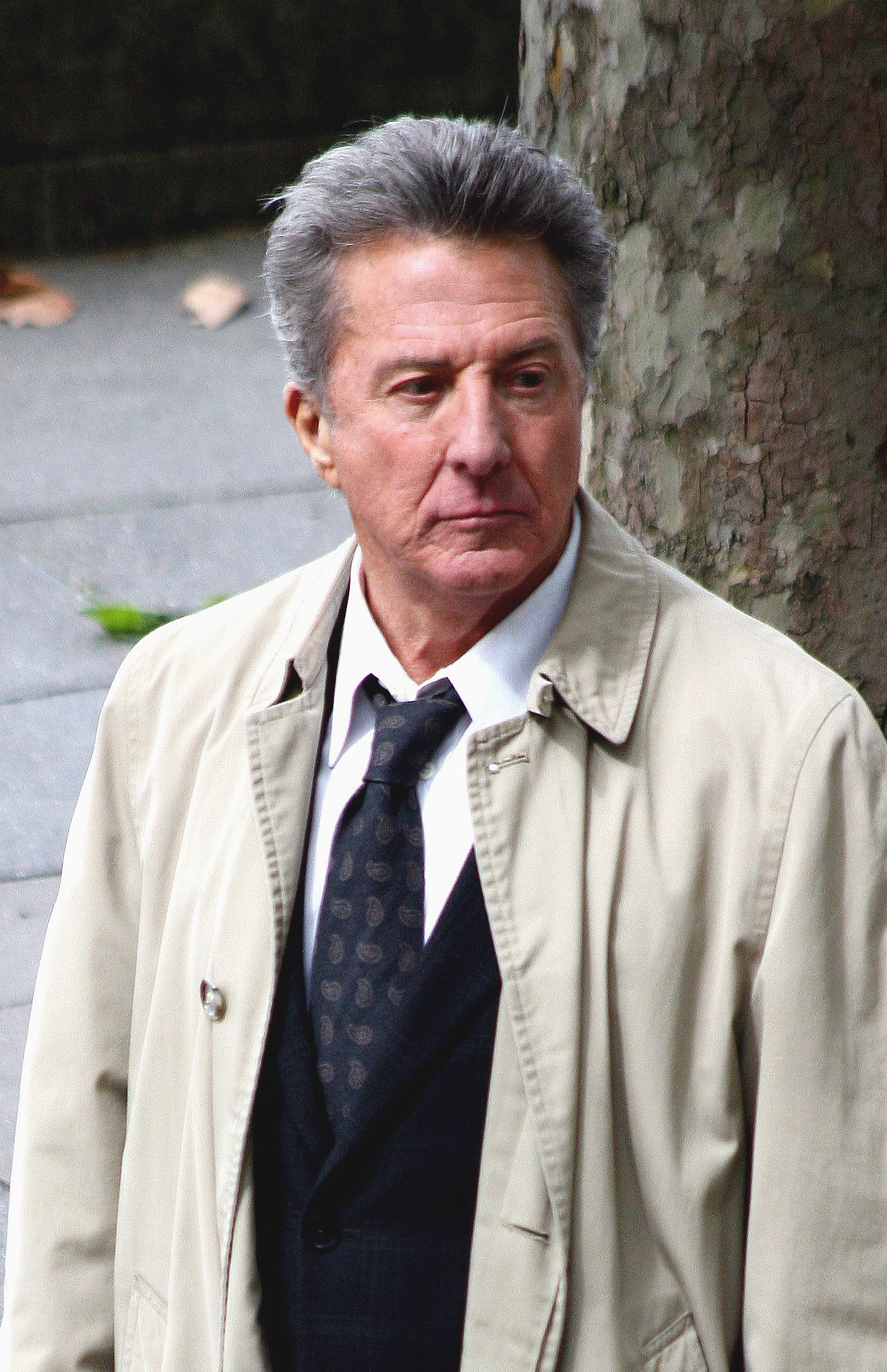
Hoffman während der Dreharbeiten zu Liebe auf den zweiten Blick in London (2008)

Hoffman, der über einen Mangel an guten Drehbüchern klagte, drehte zwischen 1999 und 2002 keinen weiteren Film. 2003 trat er erstmals mit seinem langjährigen Freund Gene Hackman in der John-Grisham-Verfilmung Das Urteil vor die Kamera. Zwei Jahre später konnte er an der Seite von Robert De Niro, Ben Stiller und Barbra Streisand mit der Komödie Meine Frau, ihre Schwiegereltern und ich einen großen Erfolg verbuchen. 2006 übernahm er in der Verfilmung von Patrick Süskinds Roman Das Parfum – Die Geschichte eines Mörders die Rolle des Parfümeurs Giuseppe Baldini. In Meine Frau, unsere Kinder und ich schlüpfte er 2010 erneut in die Rolle von Ben Stillers Vater Bernie Focker.
Im Jahr 2011 wirkte Hoffman erstmals in einer Fernsehserienproduktion mit, in dem HBO-Drama Luck. Darin verkörperte er einen hochintelligenten Glücksspieler, der nach seinem Gefängnisaufenthalt mit Pferdewetten das große Geld machen will. Die Serie wurde 2012 vorzeitig nach der ersten Staffel eingestellt, nachdem zuvor am Set drei Pferde zu Tode gekommen waren.
Kung Fu Panda war der erste Animationsfilm, an dem Hoffman als Sprecher mitwirkte. In den drei Fortsetzungen aus den Jahren 2011, 2016 und 2024 sprach er wie schon im ersten Teil die Stimme von Meister Shifu.

## Ehrungen
Dustin Hoffman war zwischen 1968 und 1998 sieben Mal für einen Oscar nominiert und erhielt den Preis 1980 und 1989. 1999 ehrte ihn das American Film Institute für sein herausragendes Lebenswerk mit dem AFI Life Achievement Award. Im Verlauf seiner Karriere wurden dem Charakterdarsteller viele internationale Preise zugesprochen, darunter der Goldene Ehrenbär, der Goldene Löwe und der Ehren-César für sein Lebenswerk. Ende Februar 2009 wurde Hoffman zum Commandeur des Arts et Lettres ernannt, der höchsten Stufe des französischen Kulturordens. Im gleichen Jahr wurde er in die American Academy of Arts and Sciences gewählt. 2012 wurde ihm für seine Beiträge zur amerikanischen Kultur der Kennedy-Preis zuteil.

## Kontroversen
1997 gehörte Hoffman, jüdischen Glaubens, zu den Unterzeichnern eines offenen Briefes an Bundeskanzler Helmut Kohl, in dem das Verhalten des deutschen Staates gegenüber Scientology mit der Judenverfolgung im NS-Staat verglichen wurde. Der Brief wurde in der International Herald Tribune abgedruckt und sorgte in Deutschland für Empörung.
Im Jahr 2017 wurde Hoffmann von der Schriftstellerin Anna Graham Hunter vorgeworfen, sie sexuell belästigt und vor ihr in unangemessener Weise über Sex gesprochen zu haben. Dies soll während der Dreharbeiten von Tod eines Handlungsreisenden, bei denen Hunter als Praktikantin beschäftigt war, geschehen sein. Hunter war zu diesem Zeitpunkt 17 Jahre alt, also minderjährig. Im Hollywood Reporter schrieb sie: „Als ich ihn fragte, was er zum Frühstück haben wolle, meinte er: ‚Hartgekochte Eier und weichgekochte Klitoris‘. Seine Entourage brach in Gelächter aus. Ich wurde sprachlos. Dann bin ich ins Bad gelaufen und habe geweint.“
Im November 2017 warf die Fernsehproduzentin Wendy Riss Gatsiounis Hoffman sexuelle Belästigung vor. Im Dezember 2017 behaupteten drei weitere Frauen, in den 1980er Jahren sexuelle Belästigung durch Hoffman erfahren zu haben. Im Zuge der Berichterstattung über diese Anschuldigungen griff das Onlinemagazin Slate ein Interview des Magazins Time mit Meryl Streep von 1979 auf, wonach Hoffman Streeps Brust während des Vorsprechens für eine Rolle betatscht habe. Ein Sprecher Streeps widersprach daraufhin dem Time-Artikel und stellte klar, dass dieser keine „genaue Wiedergabe dieses Treffens“ geboten habe; es habe „eine anstößige Situation gegeben und es ist etwas, wofür Dustin sich entschuldigt hat.“ Streep habe dessen Entschuldigung akzeptiert.

## Filmografie

### Als Schauspieler
- 1961–1963: Gnadenlose Stadt (Naked City, Fernsehserie, zwei Folgen)
- 1967: Der Tiger schlägt zurück (The Tiger Makes Out)
- 1967: Die Reifeprüfung (The Graduate)
- 1968: Zwei Nummern zu groß (Un Dollaro per 7 vigliacchi)
- 1969: Sunday Father
- 1969: Asphalt-Cowboy (Midnight Cowboy)
- 1969: John und Mary (John and Mary)
- 1970: Little Big Man
- 1971: Wer ist Harry Kellerman? (Who Is Harry Kellerman and Why Is He Saying Those Terrible Things About Me?)
- 1971: Wer Gewalt sät (Straw Dogs)
- 1972: Alfredo, Alfredo
- 1973: Papillon
- 1974: Lenny
- 1976: Die Unbestechlichen (All the President’s Men)
- 1976: Der Marathon-Mann (Marathon Man)
- 1978: Stunde der Bewährung (Straight Time)
- 1979: Das Geheimnis der Agatha Christie (Agatha)
- 1979: Kramer gegen Kramer (Kramer vs. Kramer)
- 1982: Tootsie
- 1985: Tod eines Handlungsreisenden (Death of a Salesman, Fernsehfilm)
- 1987: Ishtar
- 1988: Rain Man
- 1989: Family Business
- 1989: Common Threads: Stories from the Quilt (Dokumentarfilm)
- 1990: Dick Tracy
- 1991: Billy Bathgate
- 1991: Hook
- 1992: Ein ganz normaler Held (Accidental Hero)
- 1995: Outbreak – Lautlose Killer (Outbreak)
- 1996: American Buffalo – Das Glück liegt auf der Straße (American Buffalo)
- 1996: Sleepers
- 1997: Mad City
- 1997: Wag the Dog – Wenn der Schwanz mit dem Hund wedelt (Wag the Dog)
- 1998: Sphere – Die Macht aus dem All (Sphere)
- 1999: Johanna von Orleans (The Messenger: The Story of Joan of Arc)
- 2002: Moonlight Mile
- 2003: Confidence
- 2003: Das Urteil (Runaway Jury)
- 2004: Wenn Träume fliegen lernen (Finding Neverland)
- 2004: I Heart Huckabees
- 2004: Meine Frau, ihre Schwiegereltern und ich (Meet the Fockers)
- 2004: Lemony Snicket – Rätselhafte Ereignisse (Lemony Snicket’s A Series of Unfortunate Events)
- 2005: Im Rennstall ist das Zebra los (Racing Stripes, Stimme)
- 2005: The Lost City
- 2006: Das Parfum – Die Geschichte eines Mörders (Perfume: The Story of a Murderer)
- 2006: Schräger als Fiktion (Stranger than Fiction)
- 2006: Liebe braucht keine Ferien (The Holiday)
- 2007: Mr. Magoriums Wunderladen (Mr. Magorium’s Wonder Emporium)
- 2008: Kung Fu Panda (Stimme)
- 2008: Liebe auf den zweiten Blick (Last Chance Harvey)
- 2010: Meine Frau, unsere Kinder und ich (Little Fockers)
- 2010: Barney’s Version
- 2011: Kung Fu Panda 2 (Stimme)
- 2011–2012: Luck (Fernsehserie)
- 2014: Kiss the Cook – So schmeckt das Leben! (Chef)
- 2014: Der Chor – Stimmen des Herzens (Boychoir)
- 2014: Cobbler – Der Schuhmagier (The Cobbler)
- 2014: Mr. Hoppys Geheimnis (Roald Dahl’s Esio Trot, Fernsehfilm)
- 2015: The Program – Um jeden Preis (The Program)
- 2016: Kung Fu Panda 3 (Stimme)
- 2016: Die Medici – Herrscher von Florenz (I Medici, Fernsehserie)
- 2017: The Meyerowitz Stories (New and Selected)
- 2019: Diener der Dunkelheit (L’uomo del labirinto)
- 2022: As They Made Us: Ein Leben lang (As They Made Us)
- 2022: Sam & Kate
- 2024: Kung Fu Panda 4
- 2024: Megalopolis

### Als Regisseur
- 1978: Stunde der Bewährung (Straight Time)
- 2012: Quartett

### Als Produzent
- 1978: Stunde der Bewährung (Straight Time)
- 1999: Des Teufels Rechnung
- 2011–2012: Luck (Fernsehserie)

## Auszeichnungen (Auswahl)
Oscar

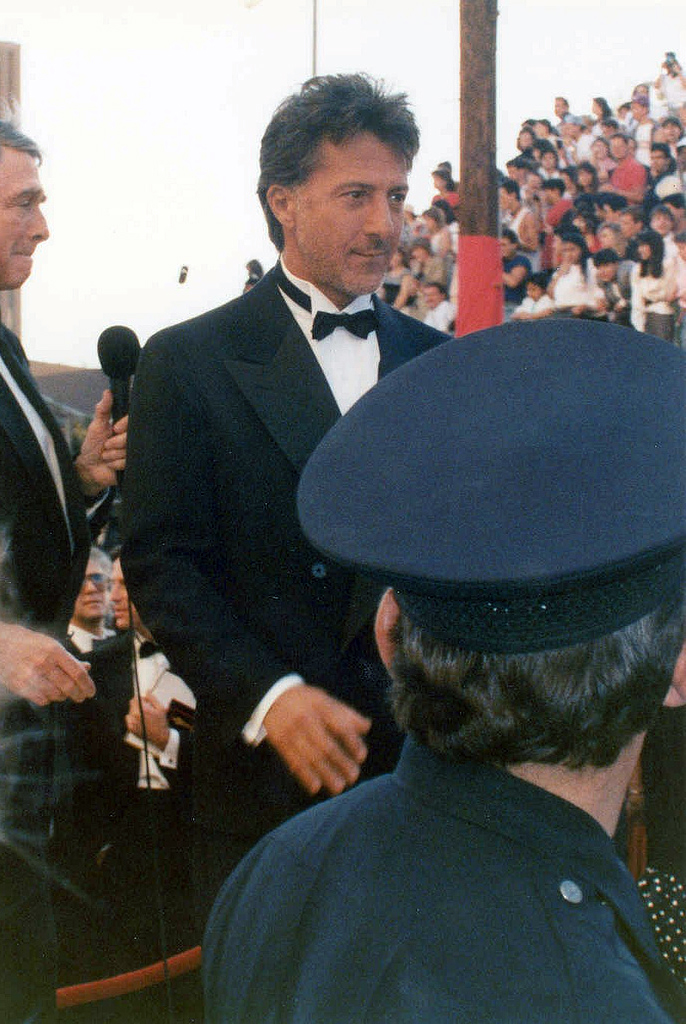
Dustin Hoffman auf dem roten Teppich der Oscarverleihung 1989

- 1968: Nominierung in der Kategorie Bester Hauptdarsteller für Die Reifeprüfung
- 1970: Nominierung in der Kategorie Bester Hauptdarsteller für Asphalt-Cowboy
- 1975: Nominierung in der Kategorie Bester Hauptdarsteller für Lenny
- 1980: Bester Hauptdarsteller für Kramer gegen Kramer
- 1983: Nominierung in der Kategorie Bester Hauptdarsteller für Tootsie
- 1989: Bester Hauptdarsteller für Rain Man
- 1998: Nominierung in der Kategorie Bester Hauptdarsteller für Wag the Dog – Wenn der Schwanz mit dem Hund wedelt

Golden Globe
- 1968: Bester Nachwuchsdarsteller für Die Reifeprüfung
- 1968: Nominierung in der Kategorie Bester Hauptdarsteller – Komödie oder Musical für Die Reifeprüfung
- 1970: Nominierung in der Kategorie Bester Hauptdarsteller – Drama für Asphalt-Cowboy
- 1970: Nominierung in der Kategorie Bester Hauptdarsteller – Komödie oder Musical für John und Mary
- 1975: Nominierung in der Kategorie Bester Hauptdarsteller – Drama für Lenny
- 1977: Nominierung in der Kategorie Bester Hauptdarsteller – Drama für Der Marathon-Mann
- 1980: Bester Hauptdarsteller – Drama für Kramer gegen Kramer
- 1983: Bester Hauptdarsteller – Komödie oder Musical für Tootsie
- 1986: Bester Hauptdarsteller – Mini-Serie oder TV-Film für Tod eines Handlungsreisenden
- 1989: Bester Hauptdarsteller – Drama für Rain Man
- 1992: Nominierung in der Kategorie Bester Hauptdarsteller – Komödie oder Musical für Hook
- 1997: Cecil B. deMille Award für sein Lebenswerk
- 1998: Nominierung in der Kategorie Bester Hauptdarsteller – Komödie oder Musical für Wag the Dog – Wenn der Schwanz mit dem Hund wedelt
- 2009: Nominierung in der Kategorie Bester Hauptdarsteller – Komödie oder Musical für Liebe auf den zweiten Blick

BAFTA Award
- 1969: Bester Nachwuchsdarsteller für Die Reifeprüfung
- 1970: Bester Hauptdarsteller für Asphalt-Cowboy und John und Mary
- 1972: Nominierung in der Kategorie Bester Hauptdarsteller für Little Big Man
- 1976: Nominierung in der Kategorie Bester Hauptdarsteller für Lenny
- 1977: Nominierung in der Kategorie Bester Hauptdarsteller für Die Unbestechlichen und Der Marathon-Mann
- 1981: Nominierung in der Kategorie Bester Hauptdarsteller für Kramer gegen Kramer
- 1984: Bester Hauptdarsteller für Tootsie (zusammen mit Michael Caine für Rita will es endlich wissen)
- 1990: Nominierung in der Kategorie Bester Hauptdarsteller für Rain Man

Goldene Kamera
- 2003: Preis für das Lebenswerk
- 2005: Bester Testimonial-Werbespot für Audi

Weitere
- 1969: Étoile de Cristal in der Kategorie Bester ausländischer Darsteller für Die Reifeprüfung
- 1979: Los Angeles Film Critics Association Award in der Kategorie Bester Hauptdarsteller für Kramer gegen Kramer
- 1979: New York Film Critics Circle Award in der Kategorie Bester Hauptdarsteller für Kramer gegen Kramer
- 1984: Jupiter in der Kategorie Bester internationaler Darsteller für Tootsie
- 1986: Emmy in der Kategorie Bester Darsteller – Miniserie oder Special für Tod eines Handlungsreisenden
- 1989: Goldener Ehrenbär bei den Internationalen Filmfestspielen Berlin für sein Lebenswerk
- 1989: David di Donatello in der Kategorie Bester ausländischer Darsteller für Rain Man
- 1996: Goldener Löwe bei den Internationalen Filmfestspielen von Venedig für das Lebenswerk
- 1999: AFI Life Achievement Award des American Film Institute für sein Lebenswerk
- 2005: MTV Movie Award in der Kategorie Beste komödiantische Leistung für Meine Frau, ihre Schwiegereltern und ich
- 2006: Preis des Chicago International Film Festival für das Lebenswerk
- 2009: César-Ehrenpreis für sein Lebenswerk
- 2009: Annie Award in der Kategorie Beste Synchronisation einer Figur für Kung Fu Panda
- 2012: Preis des Festival Internacional de Cine de San Sebastián für das Lebenswerk
- 2012: Kennedy-Preis
- 2016: International Emmy Award in der Kategorie Bester Darsteller für Mr. Hoppys Geheimnis

## Deutsche Synchronstimmen
In den 1960er und 1970er Jahren wurde Hoffman von Manfred Schott synchronisiert. Dieser verstarb jedoch 1982 bei einem Verkehrsunfall. Zwischen 1982 und 1991 wurde Hoffman von Michael Brennicke (unter anderem in Tootsie, Ishtar, Family Business, Billy Bathgate), Otto Sander (Tod eines Handlungsreisenden), Joachim Tennstedt (Rain Man), Arne Elsholtz (Dick Tracy) sowie Jan Odle (Terror im Parkett) synchronisiert. Ab Hook (1991) war Joachim Kerzel bis 2019 seine Standardstimme.